# Raszków (Mołdawia)
Raszków (rum. Raşcov; ros. Рашково, Raszkowo) – wieś w Mołdawii, w północnej części Naddniestrza, między Rybnicą a Kamionką (rejon Kamionka). 3 tys. mieszkańców (2006), przemysł spożywczy, maszynowy. Leży na lewym brzegu Dniestru na wschodnim Podolu.

## Historia

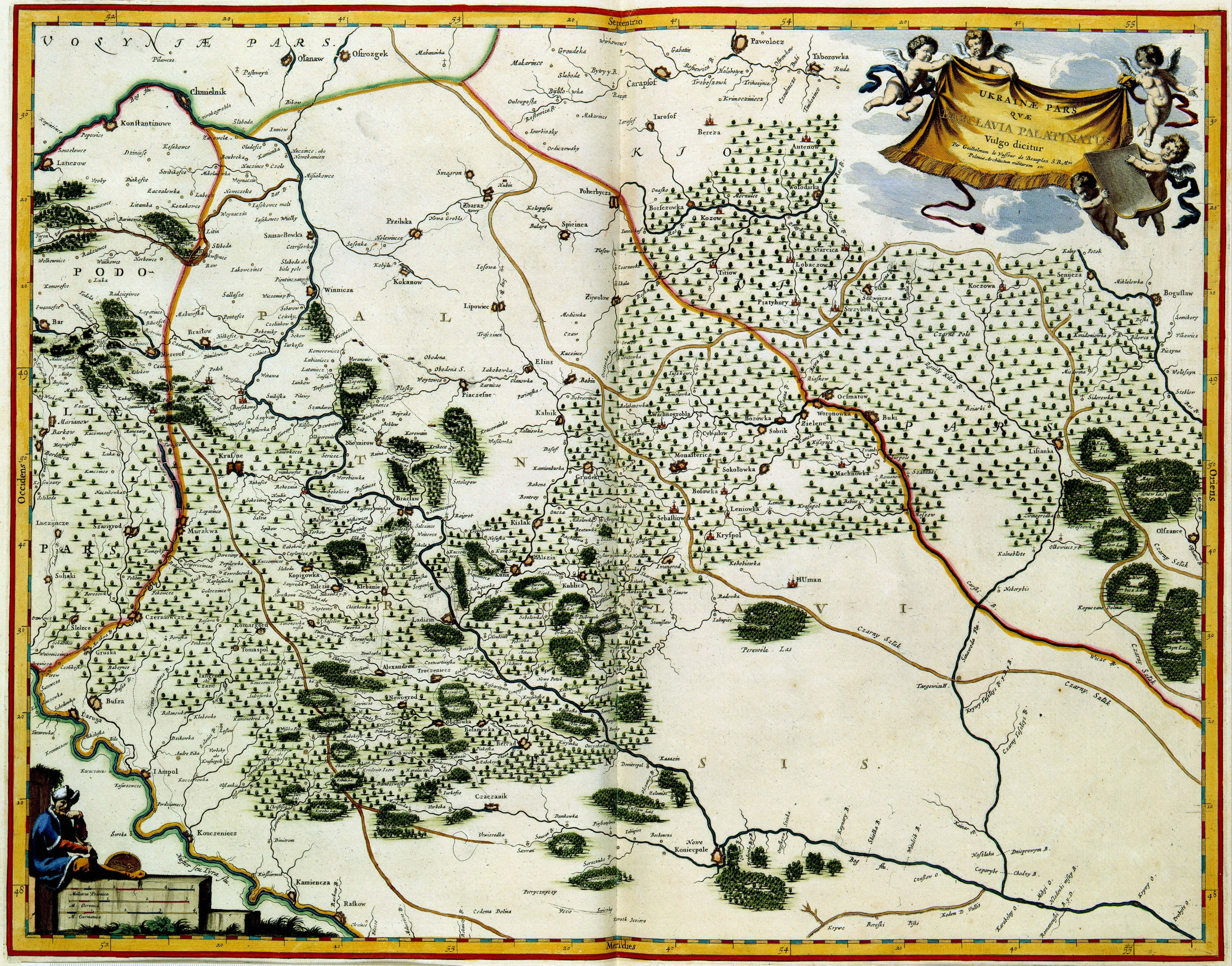
Mapa województwa bracławskiego z 1648 r. z zaznaczonym Raszkowem

Prawdopodobnie wzmiankowane w dokumentach litewskich pod rokiem 1402 jako Karawuł (tzn. „warta”). W czasach Rzeczypospolitej na terenie województwa bracławskiego. W końcu XVII wieku miasteczko wznosiło się nad brzegiem Dniestru, a w jego wnętrzu znajdowała się polska twierdza otoczona drewnianym wałem z działami. W XVII wieku była to jedna z ostatnich ufortyfikowanych osad na południu Rzeczypospolitej, za nią znajdowało się już tylko graniczna osada Jahorlik. W XVII wieku miasteczko było własnością Zamoyskich, po czym Joanna Barbara Zamoyska (1626–1653) wniosła je jako wiano wojewodzie sandomierskiemu Aleksandrowi Koniecpolskiemu. W XVIII wieku własność Lubomirskich.

Za Dniestrem naprzeciw Raszkowa zaczynały się pastwiska tatarskie, niegdyś do Rzplitej należące, za które Tatarzy znaczne płacili daniny. Miasteczko, jak mówi Baliński, było za Rzplitej handlowném. Mieszkali w nim Grecy, Wołochy i Ormianie. Trudnili się handlem koni, wyrabiali safiany. Kościół parafialny był murowany. Miasteczko zbudowano na skałach, w których były obszerne jaskinie, gdzie bydło i owce się zimowały.

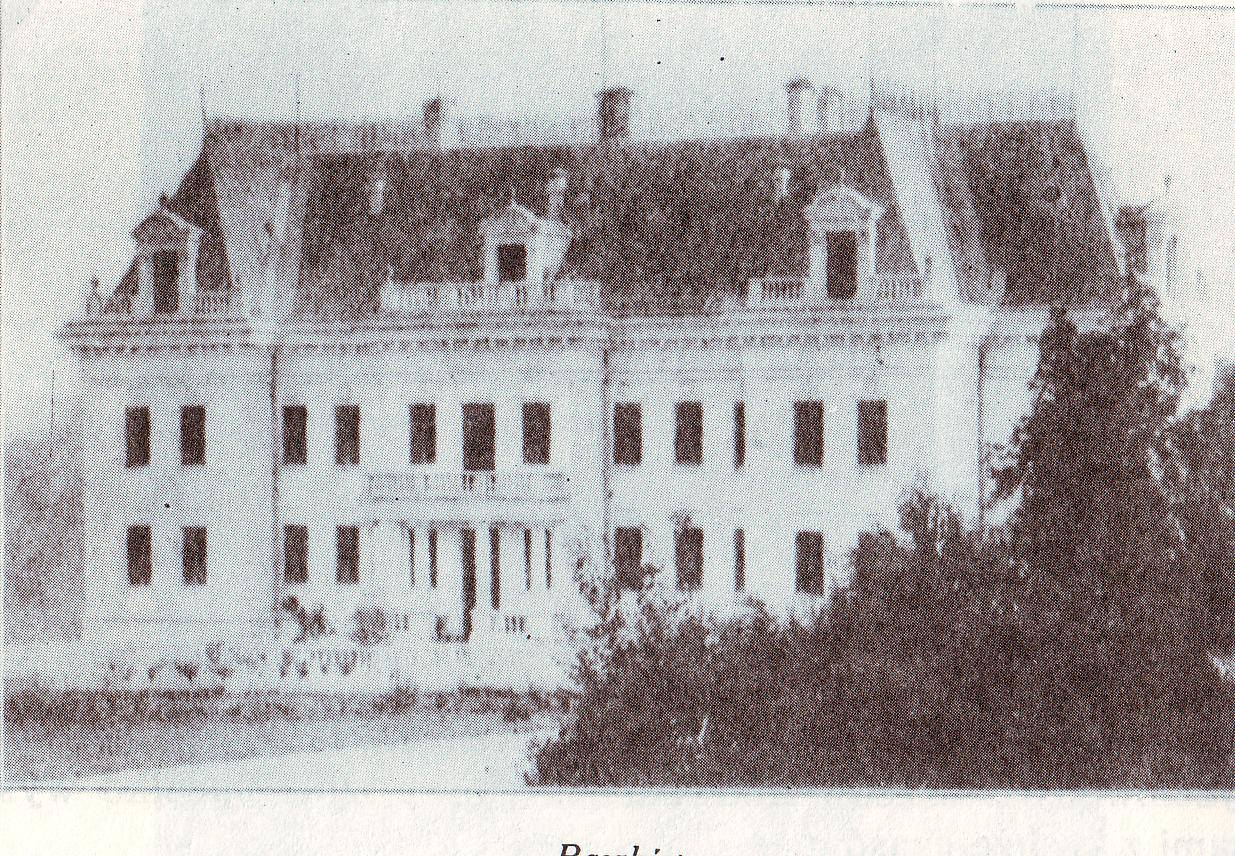
Pałac Juriewicza przed 1929 r.

W XIX wieku dobra te kupił na licytacji Feliks Barczewski herbu Samson. Po nim właścicielem był jego syn Probus Piotr Włodzimierz Barczewski, znany filantrop, który zapisał w testamencie znaczne sumy na rzecz Akademii Umiejętności. W związku z tym, że zmarł bezpotomnie majątek przeszedł na jego siostrę Wieńczysławę, a potem jej syna Pawła Juriewicza, późniejszego polskiego posła w Atenach. Juriewicz żonaty był od 1901 z ks. Elżbietą Woroniecką i wkrótce po ślubie rozpoczął budowę na wzgórzu nad rzeką pałacu w stylu neorenesansu francuskiego. Był to pałac trzynastoosiowy, dwukondygnacyjny, nakryty wysokim stromym dachem z obszernym tarasem widokowym na okolicę. Pałac posiadał ok. 40 pokoi ozdobionych częściowo sprowadzonymi z Francji boazeriami. Salon wielki urządzony był oryginalnymi meblami w stylu Ludwika XIV oraz obrazami Winterhaltera, Baudry'ego i Lampiego. W skład kolekcji wchodziły cenne 22 makaty ze zbiorów króla Augusta III Sasa oraz 32 pasy słuckie. Po prawej stronie pałacu zbudowano oficynę, a las dębowy przekształcono w park krajobrazowy. Kilka lat przed wybuchem I wojny światowej Raszków został sprzedany Feliksowi Bernatowiczowi herbu Leliwa, który cały majątek z kolei przepisał w testamencie swej matce Helenie Macewicz.
Pod rozbiorami siedziba gminy Raszków w powiecie olhopolskim guberni podolskiej.

## Zabytki
- Pałac w Raszkowie

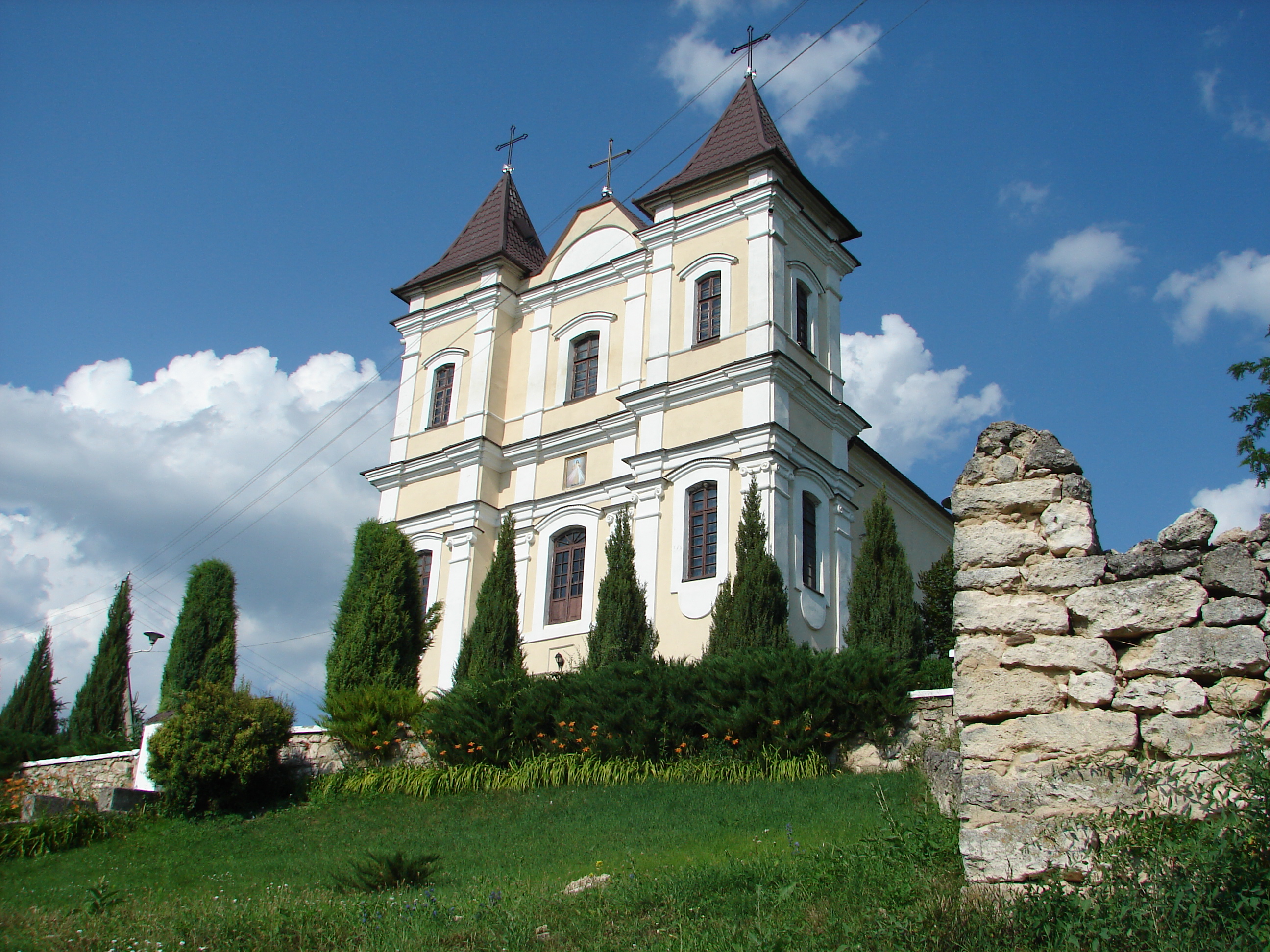
Kościół św. Kajetana

- Kościół NMP i Kajetana ufundowany przez Józefa Lubomirskiego w 1749 lub około 1768[a]. Najstarszy istniejący katolicki kościół w Mołdawii. Poświęcony w 1791 przez biskupa Jakuba Tumanowicza. Kościół był centrum parafii, do której należał Raszków, dwie wsie włościańskie Kuźmin i Studenna, oraz dwa szlacheckie zaścianki Zagnitkowa, Katerinowa oraz wieś Księdzowa (obecna nazwa to Słoboda Raszkowo). Kościół działał nieprzerwanie do 1932, gdy zamknęły go władze radzieckie. Ponownie działał od lat 40. do 1948, gdy zamieniono go w spichlerz i stolarnię. Ponownie uruchomiony w 1990
- Ruiny synagogi z 1749
- Cmentarz szlachecki z XVIII wieku przy drodze na Rybnicę. Na cmentarzu nagrobki z połowy XIX i początku XX wieku.

## Znani mieszkańcy
Z Raszkowa pochodzi m.in. pielęgniarka Natalia Syniavska-Krzyżanowska, wyróżniona Nagrodą im. Jana Rodowicza „Anody”.